# Medice, cura te ipsum
La locuzione latina medice, cura te ipsum, tradotta letteralmente, significa medico, cura te stesso e si legge nel Vangelo secondo Luca (4, 23); deriva da un midrash ebraico.
Usata per deplorare il comportamento di coloro che biasimano i difetti altrui senza guardare ai propri, trova un suo corrispettivo nella metafora, di nuovo evangelica, della pagliuzza che è nell'occhio del vicino più facile a vedersi della trave che è nel nostro (Luca, 6, 41).
Il concetto è però di natura universale. Basti pensare al favolista greco Esopo, che spiegava nel seguente modo questo atteggiamento. Gli uomini portano due bisacce, una davanti a loro, l'altra alle loro spalle: quella davanti è piena dei difetti altrui, che quindi sono sempre sotto i nostri occhi, mentre l'altra è ricolma dei nostri difetti, quindi invisibili ai nostri occhi (la stessa fiaba fu ripresa anche dal romano Fedro).